# Terre-Clapier
Terre-Clapier is een plaats en voormalige gemeente in het Franse departement Tarn in de regio Occitanie en telt 215 inwoners (1999). De plaats maakt deel uit van het arrondissement Albi. Terre-Clapier is op 1 januari 2019 gefuseerd met de gemeenten Ronel, Roumégoux, Saint-Antonin-de-Lacalm, Saint-Lieux-Lafenasse en Le Travet tot de gemeente Terre-de-Bancalié. 

## Geografie
De oppervlakte van Terre-Clapier bedraagt 12,1 km², de bevolkingsdichtheid is 17,8 inwoners per km².
De onderstaande kaart toont de ligging van Terre-Clapier met de belangrijkste infrastructuur en aangrenzende gemeenten.

## Demografie
Onderstaande figuur toont het verloop van het inwonertal (bron: INSEE-tellingen).